# Accademia Romanistica Costantiniana
L'Accademia Romanistica Costantiniana è un centro di ricerca dell’Università degli Studi di Perugia con sede onoraria in Spello. Il centro promuove la ricerca in chiave storico e giuridica sull'età tardoantica, e organizza: tavole rotonde (negli anni pari), convegni internazionali (negli anni dispari), incontri e progetti scientifici. Il centro si occupa altresì della pubblicazione di studi e istituisce borse di studio e premi concernenti il diritto e la storia della tarda antichità romana.

## Storia
La “Costantiniana” nacque nel 1973 per impulso di Mario De Dominicis. Dal 1993, i convegni proposti hanno ottenuto l’alto patronato del presidente della Repubblica.
All'inizio degli anni ottanta l’Accademia ha promosso il progetto: "Palingenesi delle costituzioni imperiali del IV-V sec., da Costantino a Teodosio II".
I risultati dell’attività di ricerca sono testimoniati dalla pubblicazione di Atti, Quaderni di lavoro, Materiali.
Su iniziativa della Costantiniana sono stati realizzati il restauro del manoscritto della Summa Perusina, la sua riproduzione fotografica in facsimile e la ristampa anastatica della principale edizione critica a cura di Federico Patetta.